# Change my Style 〜あなた好みの私に〜
「Change My Style 〜あなた好みの私に〜」（チェンジ・マイ・スタイル あなたごのみのわたしに）は、2001年11月22日にBLUE GALEから発売されたゲーム『コスって! My Honey』のオープニングテーマ。作詞・作曲：KOTOKO、編曲：高瀬一矢、ボーカル：KOTOKO。
ゲームがコスプレを題材にしたものであることから、歌詞は曲名のとおり、「あなた好み」に変身しようとする女の子が奮闘するものとなっている。KOTOKOが初めて作詞だけではなく作曲も手がけたことから、本人の思い入れも強いらしく、2005年10月に日本武道館で行われたI'veコンサートでKOTOKOが披露した唯一の電波ソングである（この模様は2006年6月に発売された同コンサートを収録したDVD『I'VE IN BUDOKAN 2005 〜Open the Birth Gate〜』に収録されている）。
『コスって! My Honey』はすでに生産終了しているが、I'veのインディーズアルバム『SHORT CIRCUIT』ではトラック1に収録されている。
前奏および間奏部分にKOTOKOの台詞があるが、KOTOKOが歌手専門で活動していることを知らなかったゲーム業界関係者が、この台詞のうまさを聞き、KOTOKOを声優と勘違いしたというエピソードがある。